# 浅野川

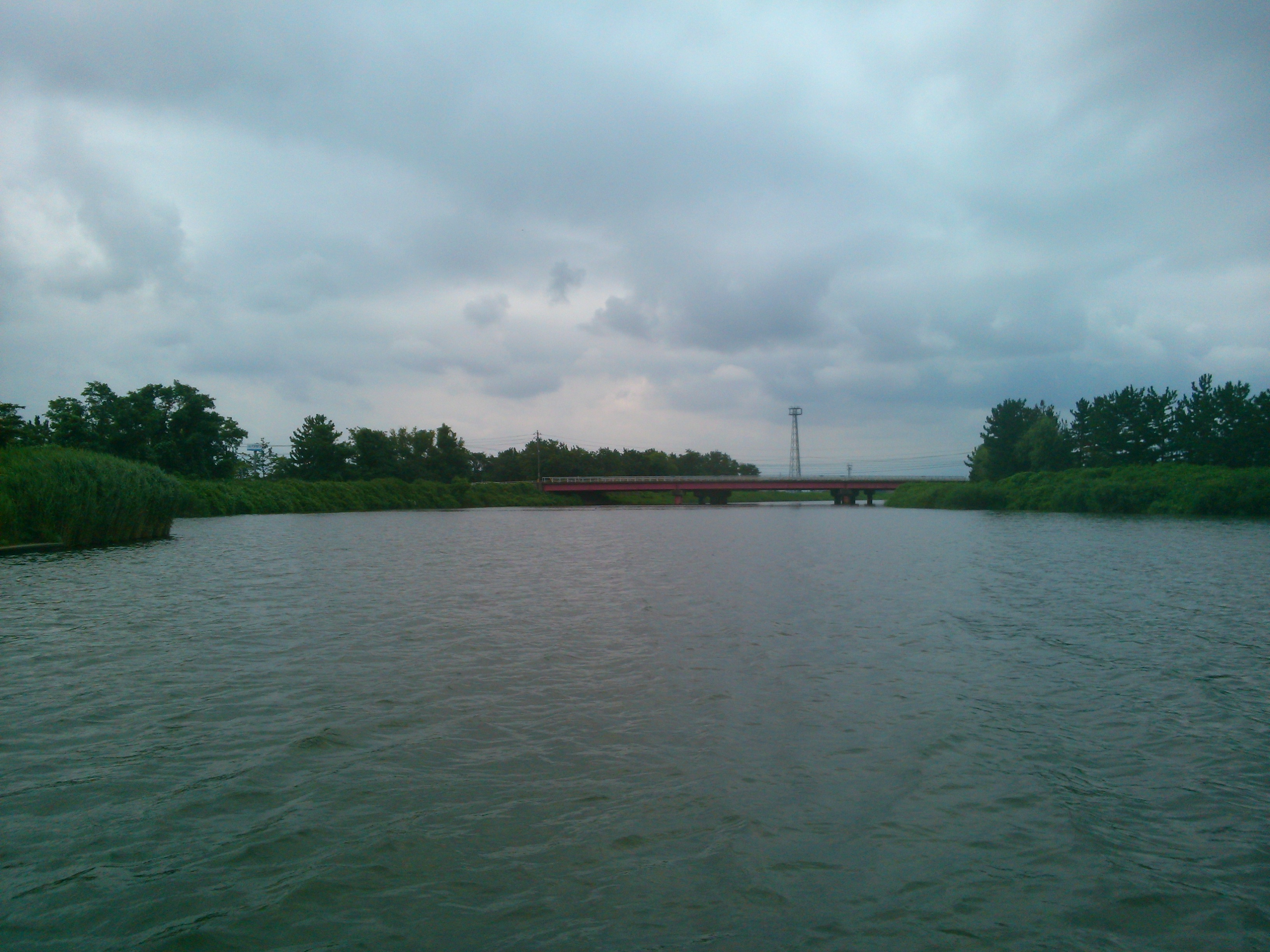
浅野川河口部（大野川水面上から浅野川河口・東港橋を望む）

浅野川（あさのがわ）は、石川県金沢市を流れる大野川水系の二級河川。流路延長約29 km、流域面積約80 km2である。同じく金沢市内を流れる犀川が「男川」（おとこがわ、流れが急であることに由来）と呼ばれるのに対し、浅野川は女川（おんながわ、流れが穏やかであることに由来）と呼ばれる。

## 地理
石川県金沢市の富山県との県境に位置する順尾山（標高883 m）付近に源を発し北流。金沢市街地を流れ金沢市湊で大野川に合流する。
古くは河北郡（加賀郡）と石川郡の郡境の役割を果たし、下流部は倉月荘（現在の鞍月地域）を構成した。下流に沿って北陸鉄道浅野川線が走る。
ひがし茶屋街や主計町周辺には梅ノ橋などの風情のある橋が多くあり（下部ギャラリー参照）、春になると桜見物で多く賑わう。また、国道159号の浅野川大橋は1922年（大正11年）に建造された3連アーチ橋で、国の登録有形文化財に登録されている。

## 風習・行事
風習
浅野川下流部の7か所の橋（前述の浅野川大橋を含む）では、彼岸中日の午前0時から無言で橋を渡りきることで無病息災を願う「七つ橋渡り」が行われている。
行事
- 加賀友禅燈ろう流し[9][10][11] - 金沢百万石まつりの関連行事として毎年6月の第1金曜日の夜に開催。1975年（昭和50年）から慰霊と業界発展の願いを込めて浅野川に灯籠が流される[11]。2018年（平成30年）に、灯籠が火災で延焼したことに伴い翌年から中止[9][10][11]。コロナ禍に伴う中止を経て、2022年（令和4年）に灯籠のろうそくをLEDに変え再開した[10][11]。

## 氾濫と治水
1952年（昭和27年）と1953年（昭和28年）に集中豪雨による大洪水が発生し、多くの橋を流失し災害対策が叫ばれ、ダムの建設が求められたが流域に適した地形がないため1974年（昭和49年）に犀川への分水路が完成し、増水時には犀川へ水を流す工夫がされた。
しかし、2008年（平成20年）7月28日には集中豪雨で55年ぶりに氾濫が起き、湯涌温泉とその下流、ひがし茶屋街の周囲（画像付近）が被害を受けた。一時、浅野川流域の約2万世帯5万人に避難指示が出された。この時、犀川への分水路が稼働したが、水が河川敷に達したことから、受け入れる水量が制限されていた。
ひがし茶屋街付近にある角落とし（堤防の切り欠き部にある鋼鉄の扉）への対応が遅れたことから、治水への対応への在り方が問われた。補償に関する協議が行なわれているが、県からは対応の遅れを認め謝罪があったものの、補償についての回答はされていない。

## 橋梁
河口より記載、特記がないものはすべて金沢市道。☆印は前述の「七つ橋渡り」の橋を表す。
- 東港橋
- 蚊爪橋 - 石川県道200号向粟崎安江町線
- 鞍降橋
- 北寺大橋
- 浅野川せせらぎ橋
- 松寺橋
- 浅野川橋 - 国道8号（金沢バイパス）上り
- 金沢高架橋 - 北陸自動車道
- 浅野川橋 - 国道8号（金沢バイパス）下り
- 磯部大橋
- 沖橋
- 七ツ屋大橋
- 浅野川橋梁 - IRいしかわ鉄道線
- 浅野川橋梁 - 北陸新幹線
- 応化橋（おうげばし）
- 中島大橋 - 石川県道159号金沢停車場北線
- ☆昌永橋[7]
- 彦三大橋
- ☆小橋
- ☆中の橋（歩行者・自転車専用橋）
- ☆浅野川大橋 - 国道159号（国道359号重用）※登録有形文化財
- ☆梅ノ橋（歩行者・自転車専用橋）
- ☆天神橋[14] - 別名・卯辰橋（うたつばし）※登録有形文化財
- ☆常盤橋（ときわばし）
- 鈴見橋[8] - 国道159号（国道249号、国道304号、石川県道27号金沢井波線と重複）
- 兼六あゆみ橋[8]
- 若松橋
- 旭橋（歩行者・自転車専用橋）
- 下田上橋 - 石川県道209号芝原石引町線
- 田上大橋 - 金沢外環状道路山側幹線（山側環状） 石川県道22号金沢小松線
- 上田上橋[8]
- 朝霧大橋
- 銚子口橋
- 上中ゆずの橋
- 田倉橋
- 浅川橋 - 石川県道10号金沢湯涌福光線
- 袋板屋橋
- 茅原橋（旧橋）
- 茅原橋（現橋）- 石川県道10号金沢湯涌福光線
- 東荒屋橋 - 石川県道10号金沢湯涌福光線
- 七曲橋
- 湯涌街道大橋 - 石川県道10号金沢湯涌福光線
- 市瀬橋 - 石川県道10号金沢湯涌福光線
- 西市瀬橋
- 湯涌のぞみ橋
- 芝原橋
- 湯涌荒屋橋
- 向田橋

## 浅野川が登場する作品
文学作品
- 由縁の女（泉鏡花） - 浅野川を「女川」、犀川を「男川」と表現する描写があり、この作品が由来とされる。
- 義血侠血（泉鏡花）
- 黴（徳田秋声）
- 浅の川暮色（五木寛之）

映画
- 瀧の白糸
- 大河の一滴
- 舞妓Haaaan!!! - 梅ノ橋
- いのちの停車場（浅野川大橋を含む）

テレビドラマ
- 花嫁のれん

音楽
- 加賀の女（北島三郎） - 天神橋
- 金沢の雨（川中美幸）
- 滝の白糸（石川さゆり） - 卯辰橋

## ギャラリー

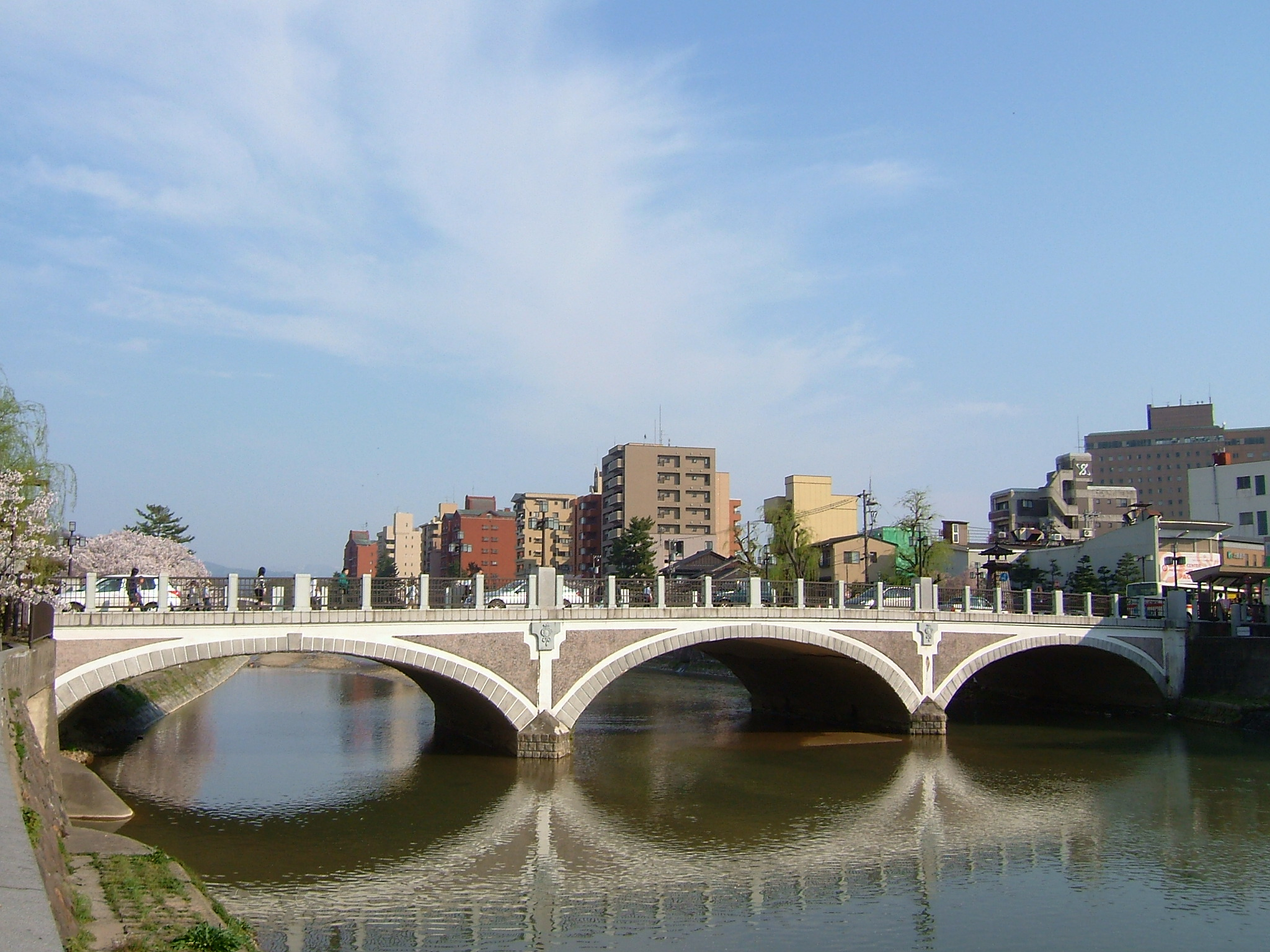
浅野川大橋
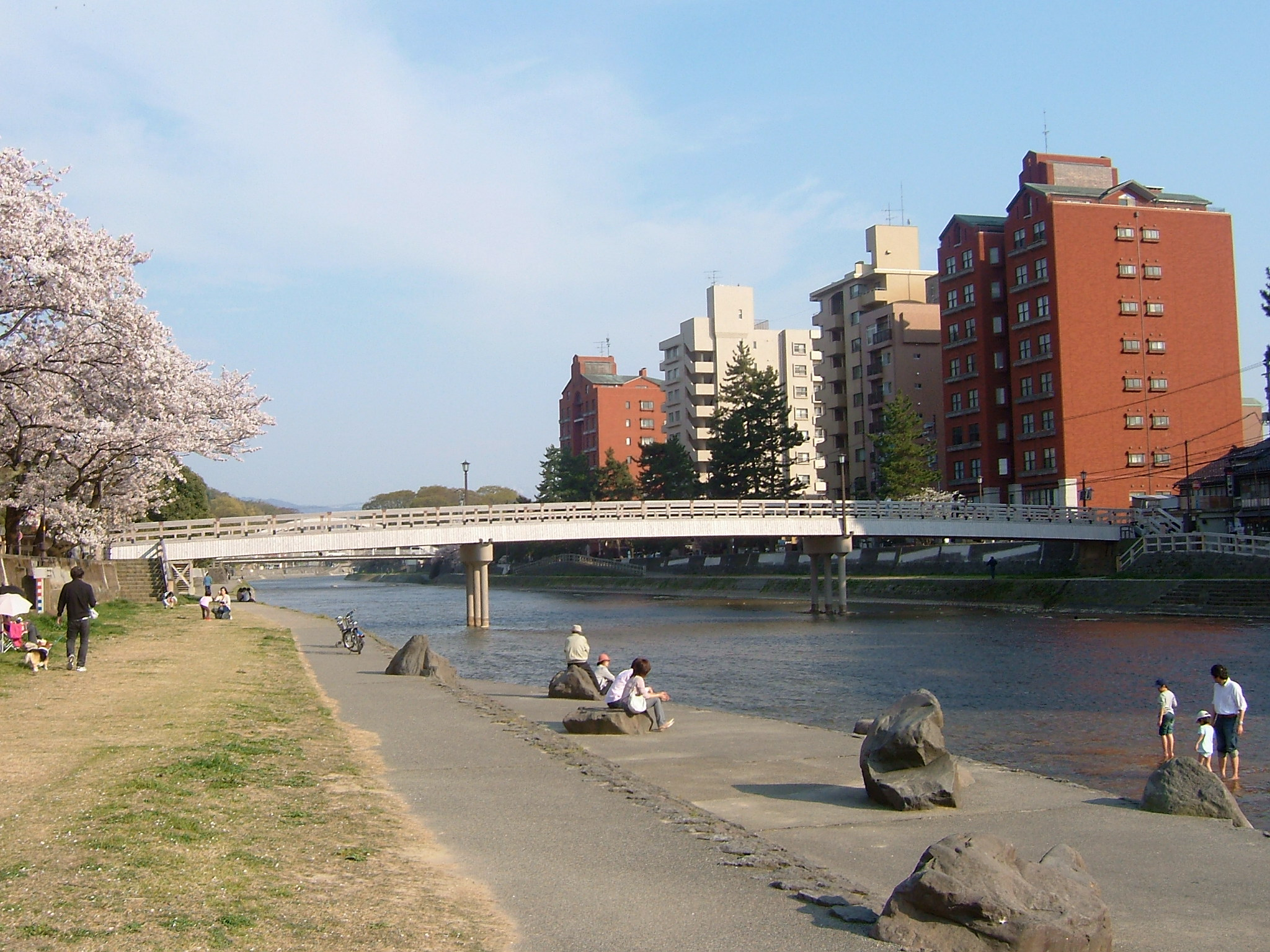
梅ノ橋（浅野川大橋の上流部）
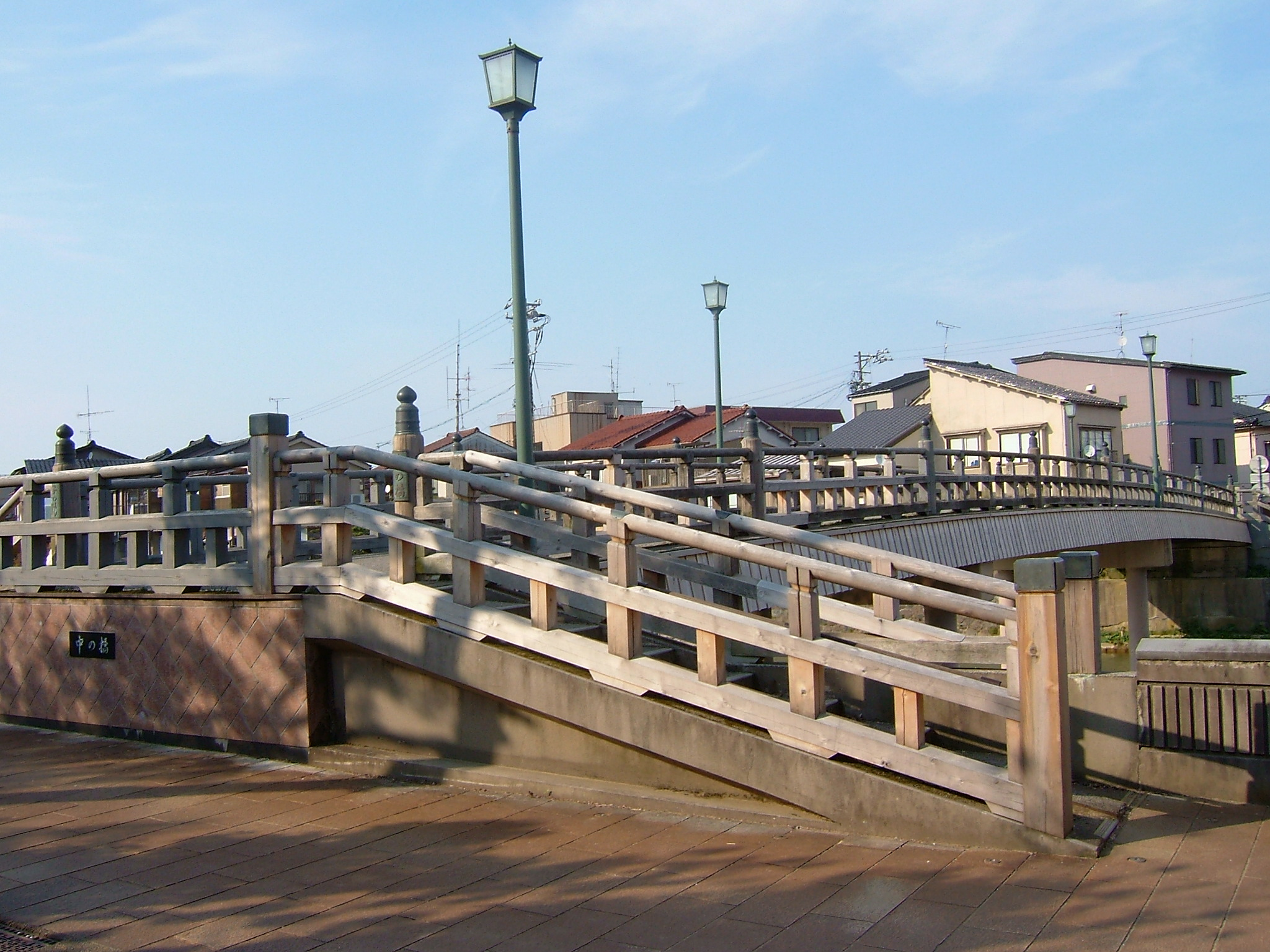
中の橋（浅野川大橋の下流部）
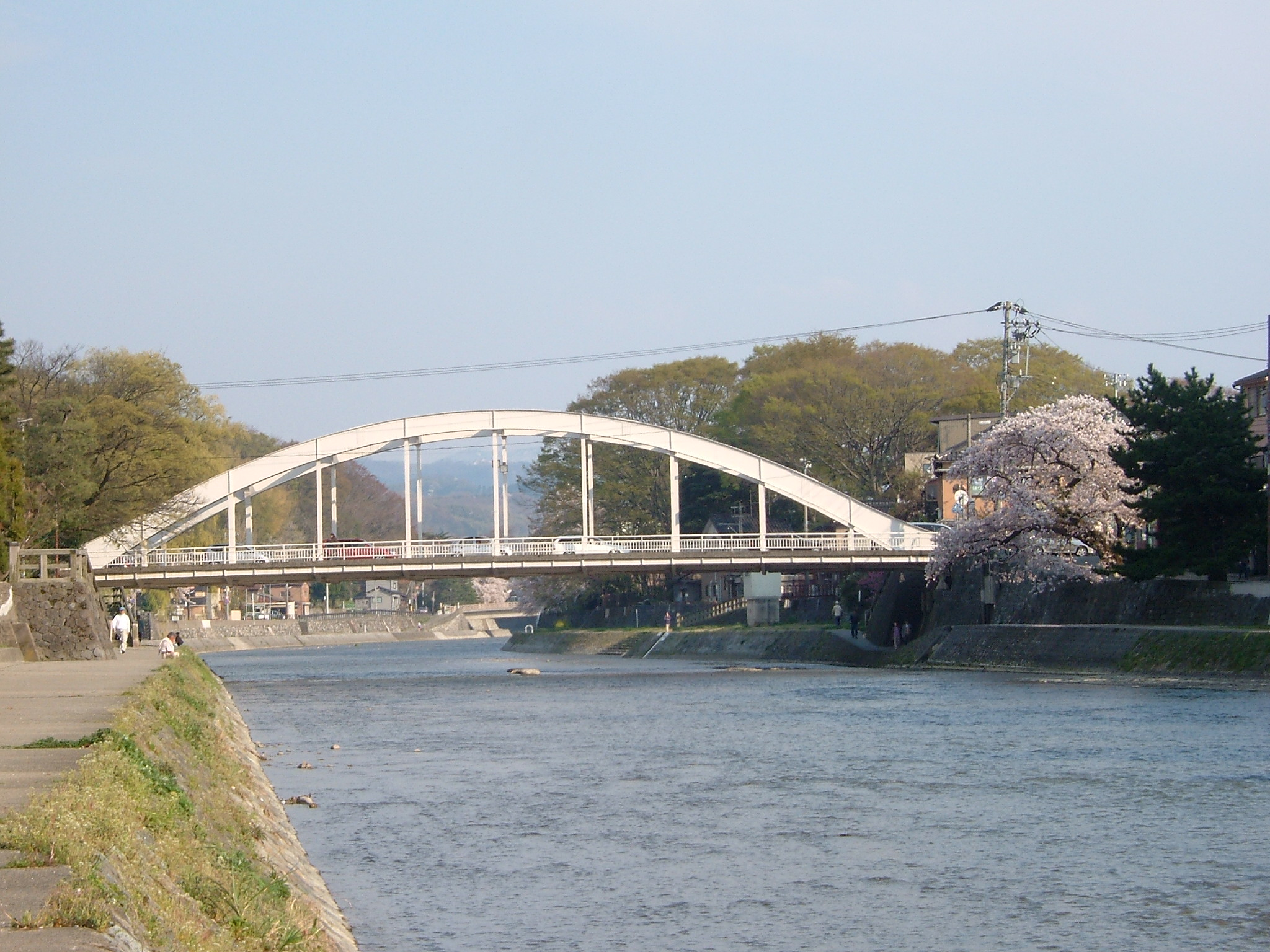
天神橋（梅ノ橋の上流部）